# Nina Jazy
Nina Sandrine Jazy (25 de noviembre de 2005) es una deportista alemana que compite en natación, especialista en el estilo libre. Ganó dos medallas en el Campeonato Europeo de Natación de 2024, plata en 4 × 100 m estilos mixto y bronce en 4 × 100 m libre mixto.

## Palmarés internacional
| Campeonato Europeo | Campeonato Europeo | Campeonato Europeo | Campeonato Europeo      |
| Año                | Lugar              | Medalla            | Prueba                  |
| ------------------ | ------------------ | ------------------ | ----------------------- |
| 2024               | Belgrado (Serbia)  | Medalla de plata   | 4 × 100 m estilos mixto |
| 2024               | Belgrado (Serbia)  | Medalla de bronce  | 4 × 100 m libre mixto   |